# Australische varkenskophaai
De Australische varkenskophaai (Heterodontus portusjacksoni) is een vis uit de familie van stierkophaaien (Heterodontidae) en behoort derhalve tot de orde van varkenshaaien (Heterodontiformes).

## Kenmerken
Deze soort heeft een dikke kop, krachtige kaken met maalkiezen en een onderstandige bek. De romp is naar achteren geleidelijk versmald. Beide rugvinnen zijn voorzien van een stekel. Hij heeft donkere strepen op de rug en flanken, waardoor het net lijkt of hij geharnast is. De vis kan een lengte bereiken van 165 centimeter.

## Leefwijze
Zijn voedsel bestaat uit zeesterren en zeekomkommers, die hij met zijn onderstandige bek van de zeebodem buitmaakt. De vrouwtjes produceren grote eieren met een spiraalvormig kapsel.

## Verspreiding en leefgebied
De Australische varkenskophaai is een zoutwatervis. De vis prefereert een subtropisch klimaat en leeft hoofdzakelijk in de Grote Oceaan langs kusten op dieptes tussen 0 en 275 meter.

## Relatie tot de mens
De Australische varkenskophaai is voor de visserij van beperkt commercieel belang. In de hengelsport wordt er weinig op de vis gejaagd. De soort kan worden bezichtigd in sommige openbare aquaria.
Hij is voor de mens niet ongevaarlijk, omdat hij mensen kan verwonden.